# San Giorgio Ionico
San Giorgio Ionico – miejscowość i gmina we Włoszech, w regionie Apulia, w prowincji Tarent.
Według danych na rok 2004 gminę zamieszkiwało 15 613 osób, 678,8 os./km².